# Kid Loco
Jean-Yves Prieur, bedre kendt som Kid Loco er en Electronica Dj/remixer og producer fra Frankrig.

## Diskografi
Album
- Blues Project (1996)
- A Grand Love Story (1997)
- Jesus Life For Children Under 12 Inches (1999)
- Kill Your Darlings (2001)
- Confessions of a Belladonna Eater (2011)